# احمدو کوروما
احمدو کوروما (به فرانسوی: Ahmadou Kourouma) نویسنده قرن بیستم میلادی اهل ساحل عاج بود. 
یک سال پس از مرگ او جایزه ای به یاد او با عنوان «جایزۀ احمدو کوروما» (Prix Ahmadou-Kourouma) در سوئیس وضع گردید که هر ساله به بهترین اثر ادبی که دربارۀ آفریقای سیاه نوشته شده است، اعطا میگردد.

## آثار
- خورشیدهای استقلال (۱۹۶۸)
- در انتظار رأی جانوران وحشی (۱۹۹۸)
- خداوند موظف نیست (۲۰۰۰)[۱]